# Griggs County
Griggs County är ett administrativt område i delstaten North Dakota, USA. År 2010 hade countyt  2 420 invånare. Den administrativa huvudorten (county seat) är Cooperstown. 

## Geografi
Enligt United States Census Bureau har countyt en total area på 1 855 km². 1 835 km² av den arean är land och 20 km² är vatten. 

### Angränsande countyn
- Nelson County - nord
- Steele County - öst
- Barnes County - syd
- Stutsman County - sydväst
- Foster County - väst
- Eddy County - nordväst

### Städer och samhällen
- Binford
- Cooperstown (huvudort)
- Hannaford
- Jessie
- Sutton